# 三级警督

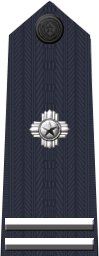
三级警督警衔肩章

三级警督为中华人民共和国人民警察警衔体系的第8等级，由公安部部长授予副处级、正科级、副科级、科员级以及专业技术中级、初级警官，现行制式衬衣为浅蓝色，标志为两道横杠加1枚四角星花。